# Didemnum coriaceum
Didemnum coriaceum är en sjöpungsart som först beskrevs av Richard von Drasche-Wartinberg 1883.  Didemnum coriaceum ingår i släktet Didemnum och familjen Didemnidae. Det är osäkert om arten förekommer i Sverige. Inga underarter finns listade i Catalogue of Life.